# Коне, Тьемоко Мейлиет
Тьемоко Мейлиет Коне (фр. Tiémoko Meyliet Koné; род. 26 апреля 1949) — ивуарийский государственный деятель, вице-президент (с 2022).

## Биография
Коне родился 26 апреля 1949 года в Тафире. Женат, имеет 5 детей.

## Карьера
В 1975 году начал работать в Центральном банке государств Западной Африки, став некоторое время спустя его директором. С 1991 по 1998 год Коне являлся заместителем управляющего Международным валютным фондом.
Коне был председателем совета директоров Экономического сообщества стран Западной Африки с 1996 по 2006 год. За время своей карьеры в Центральном банке государств Западной Африки он активно сотрудничал с банкиром Алассаном Уаттарой. В 2007 году Уаттара призвал нового премьер-министра Гийома Соро назначить Коне главой администрации.
В 2010 году Коне стал министром строительства и городского планирования в правительстве Соро. С 2011 по 2022 год Коне был губернатором Центрального банка государств Западной Африки.
19 апреля 2022 года Коне был назначен вице-президентом Кот-д’Ивуара президентом Алассаном Уаттарой. Он был приведён к присяге Конституционным советом 20 апреля 2022 года.